# Collegio di York Outer
 York Outer è un collegio elettorale inglese della Camera dei comuni del Parlamento del Regno Unito, situato nel North Yorkshire, nella regione dello Yorkshire e Humber. Elegge un membro del Parlamento con il sistema maggioritario a turno unico. Il rappresentante del collegio dal 2024 è Luke Charters del Partito Laburista.

## Estensione
York Outer è costituito dai seguenti ward elettorali della città di York: Bishopthorpe, Copmanthorpe, Dringhouses and Woodthorpe, Fulford and Heslington, Haxby and Wigginton, Heworth Without, Hull Road, Huntington and New Earswick, Rural West York, Osbaldwick and Derwent, Rawcliffe and Clifton Without, Strensall e Wheldrake
Il collegio ha la forma di un anello che circonda il collegio di York Central; il nome del collegio fu soggetto a molte discussioni, ma non fu trovata nessuna alternativa percorribile. Le altre alternative proposte furono "Greater York" oppure "County of York", ma furono rigettate in quanto non riflettevano l'esistenza di un'Autorità Unitaria di York. Molti ward sono divisi tra conservatori e liberal democratici, con Hull Road che risulta il ward più laburista.

## Membri del Parlamento
| Elezione | Elezione | Deputato      | Partito      |
| -------- | -------- | ------------- | ------------ |
|          | 2010     | Julian Sturdy | Conservatore |
|          | 2024     | Luke Charters | Laburista    |

## Risultati elettorali

### Elezioni negli anni 2020
| Partito                    | Partito                                           | Candidato                  | Risultati 4 luglio 2024 | Risultati 4 luglio 2024 |
| Partito                    | Partito                                           | Candidato                  | Voti                    | %                       |
| -------------------------- | ------------------------------------------------- | -------------------------- | ----------------------- | ----------------------- |
|                            | Laburista                                         | Luke Charters              | 23 161                  | 45,32                   |
|                            | Conservatore                                      | Julian Sturdy              | 13 770                  | 26,94                   |
|                            | Reform UK                                         | John Crispin-Bailey        | 5 912                   | 11,57                   |
|                            | Lib Dem                                           | Andrew Hollyer             | 5 496                   | 10,75                   |
|                            | Verdi                                             | Michael Kearney            | 2 212                   | 4,33                    |
|                            | Yorkshire                                         | David Eadington            | 260                     | 0,51                    |
|                            | Indipendente                                      | Keith Hayden               | 141                     | 0,28                    |
|                            | Indipendente                                      | Hal Mayne                  | 88                      | 0,17                    |
|                            | Indipendente                                      | Darren Burrows             | 66                      | 0,13                    |
|                            |                                                   |                            |                         |                         |
| Iscritti                   | Iscritti                                          | Iscritti                   | 76 228                  | 100,00                  |
| ↳ Votanti (% su iscritti)  | ↳ Votanti (% su iscritti)                         | ↳ Votanti (% su iscritti)  | 51 106                  | 67,04                   |
| ↳ Astenuti (% su iscritti) | ↳ Astenuti (% su iscritti)                        | ↳ Astenuti (% su iscritti) | 25 122                  | 32,96                   |
|                            |                                                   |                            |                         |                         |
|                            | Esito: collegio passa da Conservatore a Laburista |                            |                         |                         |

### Elezioni negli anni 2010
| Partito                    | Partito                                   | Candidato                  | Risultati 12 dicembre 2019 | Risultati 12 dicembre 2019 |
| Partito                    | Partito                                   | Candidato                  | Voti                       | %                          |
| -------------------------- | ----------------------------------------- | -------------------------- | -------------------------- | -------------------------- |
|                            | Conservatore                              | Julian Sturdy              | 27 324                     | 49,37                      |
|                            | Laburista                                 | Anna Perrett               | 17 339                     | 31,33                      |
|                            | Lib Dem                                   | Keith Aspden               | 9 992                      | 18,05                      |
|                            | Indipendente                              | Scott Marmion              | 692                        | 1,25                       |
|                            |                                           |                            |                            |                            |
| Iscritti                   | Iscritti                                  | Iscritti                   | 74 673                     | 100,00                     |
| ↳ Votanti (% su iscritti)  | ↳ Votanti (% su iscritti)                 | ↳ Votanti (% su iscritti)  | 55 588                     | 74,44                      |
| ↳ Astenuti (% su iscritti) | ↳ Astenuti (% su iscritti)                | ↳ Astenuti (% su iscritti) | 19 085                     | 25,56                      |
|                            |                                           |                            |                            |                            |
|                            | Esito: collegio confermato a Conservatore |                            |                            |                            |

| Partito                    | Partito                                   | Candidato                  | Risultati 8 giugno 2017 | Risultati 8 giugno 2017 |
| Partito                    | Partito                                   | Candidato                  | Voti                    | %                       |
| -------------------------- | ----------------------------------------- | -------------------------- | ----------------------- | ----------------------- |
|                            | Conservatore                              | Julian Sturdy              | 29 356                  | 51,12                   |
|                            | Laburista                                 | Luke Charters-Reid         | 21 067                  | 36,68                   |
|                            | Lib Dem                                   | James Blanchard            | 5 910                   | 10,29                   |
|                            | Verdi                                     | Bethan Vincent             | 1 094                   | 1,91                    |
|                            |                                           |                            |                         |                         |
| Iscritti                   | Iscritti                                  | Iscritti                   | 75 861                  | 100,00                  |
| ↳ Votanti (% su iscritti)  | ↳ Votanti (% su iscritti)                 | ↳ Votanti (% su iscritti)  | 57 427                  | 75,70                   |
| ↳ Astenuti (% su iscritti) | ↳ Astenuti (% su iscritti)                | ↳ Astenuti (% su iscritti) | 18 434                  | 24,30                   |
|                            |                                           |                            |                         |                         |
|                            | Esito: collegio confermato a Conservatore |                            |                         |                         |

| Partito                    | Partito                                   | Candidato                  | Risultati 7 maggio 2015 | Risultati 7 maggio 2015 |
| Partito                    | Partito                                   | Candidato                  | Voti                    | %                       |
| -------------------------- | ----------------------------------------- | -------------------------- | ----------------------- | ----------------------- |
|                            | Conservatore                              | Julian Sturdy              | 26 477                  | 49,12                   |
|                            | Laburista                                 | Joe Riches                 | 13 348                  | 24,76                   |
|                            | Lib Dem                                   | James Blanchard            | 6 269                   | 11,63                   |
|                            | UKIP                                      | Paul Abbott                | 5 251                   | 9,74                    |
|                            | Verdi                                     | Ginnie Shaw                | 2 558                   | 4,75                    |
|                            |                                           |                            |                         |                         |
| Iscritti                   | Iscritti                                  | Iscritti                   | 78 575                  | 100,00                  |
| ↳ Votanti (% su iscritti)  | ↳ Votanti (% su iscritti)                 | ↳ Votanti (% su iscritti)  | 53 903                  | 68,60                   |
| ↳ Astenuti (% su iscritti) | ↳ Astenuti (% su iscritti)                | ↳ Astenuti (% su iscritti) | 24 672                  | 31,40                   |
|                            |                                           |                            |                         |                         |
|                            | Esito: collegio confermato a Conservatore |                            |                         |                         |

| Partito                    | Partito                                         | Candidato                  | Risultati 6 maggio 2010 | Risultati 6 maggio 2010 |
| Partito                    | Partito                                         | Candidato                  | Voti                    | %                       |
| -------------------------- | ----------------------------------------------- | -------------------------- | ----------------------- | ----------------------- |
|                            | Conservatore                                    | Julian Sturdy              | 22 912                  | 42,99                   |
|                            | Lib Dem                                         | Madeleine Kirk             | 19 224                  | 36,07                   |
|                            | Laburista                                       | James Alexander            | 9 108                   | 17,09                   |
|                            | UKIP                                            | Judith Morris              | 1 100                   | 2,06                    |
|                            | BNP                                             | Cathy Smurthwaite          | 956                     | 1,79                    |
|                            |                                                 |                            |                         |                         |
| Iscritti                   | Iscritti                                        | Iscritti                   | 74 964                  | 100,00                  |
| ↳ Votanti (% su iscritti)  | ↳ Votanti (% su iscritti)                       | ↳ Votanti (% su iscritti)  | 53 300                  | 71,10                   |
| ↳ Astenuti (% su iscritti) | ↳ Astenuti (% su iscritti)                      | ↳ Astenuti (% su iscritti) | 21 664                  | 28,90                   |
|                            |                                                 |                            |                         |                         |
|                            | Esito: collegio a Conservatore (nuovo collegio) |                            |                         |                         |

## Risultati dei referendum

### Referendum sulla permanenza del Regno Unito nell'Unione europea del 2016
|             | Collegio    | Lasciare UE % | Rimanere in UE % |
| ----------- | ----------- | ------------- | ---------------- |
|             | York Outer  | 44,9%         | 55,1%            |
|             | Inghilterra | 53,3%         | 46,7%            |
| Regno Unito | 51,9%       | 48,1%         |                  |